# Synonchus brevisetosus
Synonchus brevisetosus är en rundmaskart som först beskrevs av Rowland Southern 1914.  Synonchus brevisetosus ingår i släktet Synonchus och familjen Leptosomatidae. Inga underarter finns listade i Catalogue of Life.